# 잎꼬리도마뱀붙이속
잎꼬리도마뱀붙이속(Saltuarius)은 호주에 서식하는 속이며, 보통 리프 테일 게코(leaf-tailed geckos)라고 부른다. 이 속은 1993년에 넓적꼬리도마뱀붙이속에 속했던 녀석들을 수용하기 위해 만들어졌다. 마다가스카르에 서식하는 납작꼬리도마뱀붙이속과 생김새가 굉장히 유사하지만, 유전적으로는 가깝지 않아서 수렴진화의 예시가 된다.
속명은 "숲의 수호자"를 의미하는 라틴어 단어 saltuarius에서 따왔다.

## 분포와 서식지
잎꼬리도마뱀붙이속은 호주 동부의 해안가 지역, 우림, 건조한 유칼립투스 삼림에 서식한다. 북방잎꼬리와 남방잎꼬리는 수목성(en:arboreal) 도마뱀붙이류이고, 나머지는 암석으로 뒤덮인에서 살아간다. 다들 습도가 높아야 한다. 남부 지역에 서식하는 종은 기온이 8 - 15 °C 이하로 내려가면 몇 달 동안 동면해야 한다.

## 번식
이 녀석들은 변함없이 습한 기질에 껍질이 부드러운 알을 낳는다.

## 하위
다음과 같은 종들이 유효하다고 인정받았다.
- Saltuarius cornutus (오길비, 1892) – northern leaf-tailed gecko
- Saltuarius eximius (호스킨(Conrad J. Hoskin) & 쿠퍼, 2013 – Cape Melville leaf-tailed gecko
- Saltuarius kateae 쿠퍼 외, 2008 – Kate's leaf-tailed gecko
- Saltuarius moritzi  쿠퍼 외, 2008 – Moritz's leaf-tailed gecko
- Saltuarius salebrosus (코바체비치, 1975) – rough-throated leaf-tailed gecko
- Saltuarius swaini (웰즈(:en:Wells) & 웰링턴(:en:Wellington), 1985) – southern leaf-tailed gecko
- Saltuarius wyberba (쿠퍼, 슈나이더, 코바체비치, 1997 – granite leaf-tailed gecko

긴목북방잎꼬리도마뱀붙이는 Saltuarius occultus (쿠퍼, 코바체비치, 모리츠, 1993)에서 Orraya occultus 가 되었다.
주의사항(en:Nota bene): 삽입어구의 이명 명명자(en:Binominal nomenclature)는 원래 해당 종을 잎꼬리도마뱀붙이속(Saltuarius)과는 다른 속에 속한 것으로 기술했을지도 모른다.